# Thomas Vincent Cahill
Patrick Mary O'Donnell (Bendigo, 22 febbraio 1913 – Darlinghurst, 16 aprile 1978) è stato un arcivescovo cattolico australiano.

## Biografia
Thomas Vincent Cahill nacque il 22 febbraio 1913 a Bendigo.
Dopo aver svolto gli studi a Bendigo prima alla St Kilian's Primary School e in seguito presso il Marist Brothers' College, nel 1929 fu inviato a Roma per studiare presso il Pontificio Collegio Urbano, conseguendo il dottorato nel 1931 e il Doctor theologiae nel 1936.
Fu ordinato presbitero a Roma il 21 settembre 1935 dall'arcivescovo Giuseppe Palica, avendo ottenuto la dispensa senza dover attendere di compiere 25 anni.
Dopo l'ordinazione sacerdotale tornò in Australia dove si incardinò nella diocesi di Sandhurst. Svolse il suo servizio pastorale nella parrocchia della cattedrale del Sacro Cuore fino al 1939, quando fu nominato segretario dell'arcivescovo e futuro cardinale Giovanni Panico, allora delegato apostolico in Australia. Nel 1940 fu nominato ciambellano privato. Per l'arcivescovo Panico lavorò presso l'ufficio informazioni per i prigionieri di guerra della delegazione e, per tali servigi, gli fu conferita la Croce pro Ecclesia et Pontifice.
L'11 novembre 1948 papa Pio XII lo nominò vescovo di Cairns. Ricevette l'ordinazione episcopale il 9 febbraio 1949, nella cattedrale del Sacro Cuore a Bendigo, per imposizione delle mani del cardinale Norman Gilroy. Prese possesso della diocesi il 27 marzo seguente.
Fu padre conciliare durante il Concilio Vaticano II, partecipando a tutte le quattro sessioni.
Durante il suo ministero riorganizzò la diocesi introducendo il clero secolare, essendo la gestione della diocesi di Cairns fino a quel momento affidata completamente agli agostiniani.
In seno alla Conferenza dei vescovi cattolici australiani fu secondo segretario dal 1964 al 1968 e primo segretario dal 1968 al 1976. Durante il ruolo svolto nella conferenza episcopale promosse, riuscendoci, la possibilità di far celebrare il matrimonio davanti all'altare anche nel caso in cui uno dei due sposi non fosse stato cattolico.
Dopo aver retto la diocesi per 18 anni, il 13 aprile 1967 papa Paolo VI lo nominò arcivescovo di Canberra e Goulburn. Prese possesso dell'arcidiocesi il 9 agosto successivo.
Ebbe una grande influenza nella Chiesa australiana, dedicandosi a numerose opere di sviluppo nel territorio per far fronte al costante aumento della popolazione. Nel 1973 avviò i lavori di restauro e ampliamento della cattedrale di San Cristoforo, all'epoca concattedrale, e la costruzione del Calvary Hospital a Bruce, un sobborgo di Canberra. Fu attento anche all'istruzione e a molte tematiche sociali, quali l'immigrazione, l'aborto, la contraccezione e la guerra del Vietnam.
Attuò con capacità e intelligenza le riforme proposte dal Concilio, avendo un approccio pastorale e conservatore più che "politico" o "ideologico". Ebbe un ruolo centrale nel rinnovamento liturgico post-conciliare nella Chiesa australiana e autorizzò egli stesso il nuovo messale romano nel 1971 in lingua inglese. Nel 1972 fu nominato Commendatore dell'Ordine dell'Impero Britannico.
Resse l'arcidiocesi per 11 anni; morì a causa di un infarto presso il St Vincent's Hospital a Darlinghurst, un sobborgo di Sydney, il 16 aprile 1978 all'età 65 anni. Fu sepolto nella cripta della cattedrale di San Cristoforo.

## Genealogia episcopale e successione apostolica
La genealogia episcopale è:
- Cardinale Scipione Rebiba
- Cardinale Giulio Antonio Santori
- Cardinale Girolamo Bernerio, O.P.
- Arcivescovo Galeazzo Sanvitale
- Cardinale Ludovico Ludovisi
- Cardinale Luigi Caetani
- Cardinale Ulderico Carpegna
- Cardinale Paluzzo Paluzzi Altieri degli Albertoni
- Papa Benedetto XIII
- Papa Benedetto XIV
- Papa Clemente XIII
- Cardinale Marcantonio Colonna
- Cardinale Giacinto Sigismondo Gerdil, B.
- Cardinale Giulio Maria della Somaglia
- Cardinale Carlo Odescalchi, S.I.
- Cardinale Costantino Patrizi Naro
- Cardinale Serafino Vannutelli
- Cardinale Domenico Serafini, O.S.B.
- Cardinale Pietro Fumasoni Biondi
- Arcivescovo Filippo Bernardini
- Cardinale Norman Gilroy
- Arcivescovo Thomas Vincent Cahill

La successione apostolica è:
- Vescovo Patrick Dougherty (1976)